# Sanel Kapidžić
Sanel Kapidžić (ur. 14 kwietnia 1990 w Sarajewie) – duński piłkarz pochodzenia bośniackiego, grający na pozycji napastnika w Vatanspor.

## Kariera piłkarska
Urodził się w jugosłowiańskim Sarajewie. W 1992, w wieku dwóch lat, zamieszkał w Danii. Karierę piłkarską rozpoczął w Galten FS, a w 2001 trafił do AGF. Jesienią 2008 rozpoczął treningi z pierwszym zespołem tego klubu, a w styczniu 2009 został formalnie włączony do jego kadry. W Superligaen zadebiutował 31 maja 2009 w przegranym meczu z Vejle BK (1:2), natomiast pierwszą bramkę strzelił 15 marca 2010 w spotkaniu z Silkeborgiem (1:2). W sierpniu 2011, po rozegraniu w AGF 35 meczów w duńskiej ekstraklasie i II lidze, został wypożyczony do FC Fredericia, w którym w sezonie 2011/2012 wystąpił w 20 spotkaniach, zdobywając dwa gole. Pierwszą część sezonu 2012/2013 spędził w FC Fyn, rozgrywając w jego barwach 10 meczów i strzelając jedną bramkę.
W sezonie 2013 był graczem norweskiego Vard Haugesund. Rozegrał w jego barwach 27 meczów i zdobył 13 goli, zajmując 8. miejsce w klasyfikacji najlepszych strzelców II ligi norweskiej (z której jego klub został zdegradowany). W latach 2014–2015 występował w Vard Haugesund. W sezonie 2014 strzelił 16 bramek, dzięki czemu zajął 4. miejsce w klasyfikacji najlepszych strzelców II ligi. Wystąpił ponadto w czterech meczach barażowych o awans do norweskiej ekstraklasy – zdobył w nich trzy gole, w tym dwa w rozegranym 26 listopada 2014 spotkaniu z SK Brann (3:0), które zadecydowało o promocji jego drużyny do Tippeligaen. W najwyższej norweskiej klasie rozgrywkowej zadebiutował 6 kwietnia 2015 w meczu z Viking FK (1:0), w którym strzelił zwycięską bramkę. Sezon 2015 zakończył z 28 meczami i czterema golami na koncie (strzelił m.in. dwie bramki 2 sierpnia 2015 w spotkaniu z Odds BK), a jego zespół spadł do II ligi. W latach 2016–2017 występował w drugoligowym norweskim Fredrikstad, rozgrywając w ciągu dwóch sezonów 57 meczów i strzelając 23 bramki.
Na początku lutego 2018 przeszedł do Korony Kielce, z którą podpisał kontrakt ważny do końca czerwca 2018. W Ekstraklasie zadebiutował 10 marca 2018 w przegranym meczu z Wisłą Płock (0:2), w którym w 68. minucie zmienił Michaela Gardawskiego. Pierwszą bramkę zdobył 13 kwietnia 2018 w spotkaniu z Lechem Poznań (1:0). Drugiego gola strzelił 13 maja 2018 w przegranym meczu z Wisłą Płock (1:4). Sezon 2017/2018 zakończył z czterema występami i dwiema bramkami w Ekstraklasie na koncie. 5 czerwca 2018 kielecki klub poinformował, że jego kontrakt nie został przedłużony na kolejne rozgrywki.
W lipcu 2018 podpisał dwuletni kontrakt z norweskim Sandnes Ulf.

## Statystyki
| Sezon                    | Kraj     | Klub           | Rozgrywki   | Mecze | Bramki |
| ------------------------ | -------- | -------------- | ----------- | ----- | ------ |
| 2008/2009                | Dania    | AGF            | Superligaen | 1     | 0      |
| 2009/2010                | Dania    | AGF            | Superligaen | 11    | 1      |
| 2010/2011                | Dania    | AGF            | 1. division | 20    | 6      |
| 2011/2012                | Dania    | AGF            | Superligaen | 3     | 0      |
| 2011/2012                | Dania    | FC Fredericia  | 1. division | 20    | 2      |
| 2012/2013                | Dania    | FC Fyn         | 1. division | 10    | 1      |
| 2013                     | Norwegia | Vard Haugesund | 1. divisjon | 27    | 13     |
| 2014                     | Norwegia | Mjøndalen IF   | 1. divisjon | 30    | 16     |
| 2015                     | Norwegia | Mjøndalen IF   | Tippeligaen | 28    | 4      |
| 2016                     | Norwegia | Fredrikstad    | 1. divisjon | 28    | 12     |
| 2017                     | Norwegia | Fredrikstad    | 1. divisjon | 29    | 11     |
| 2017/2018 (w)            | Polska   | Korona Kielce  | Ekstraklasa | 4     | 2      |
| 2018                     | Norwegia | Sandnes Ulf    | 1. divisjon | 3     | 1      |
| Stan na 18 sierpnia 2018 |          |                |             |       |        |